# واکسول تیپ بی
واکسول تیپ بی (Vauxhall B-type) خودرویی است که در سال‌های ۱۹۱۰ تا ۱۹۱۴تولید شده‌است.
طراحی آن خودروهای موتور جلو-محور عقب بوده است.
موتور آن ۴۵۲۵ سی‌سی است.